# Pócspetri per
A pócspetri per előzménye az volt, hogy 1948. június 3-án a Szabolcs vármegyei Pócspetriben az iskolák államosítása elleni tüntetés során meghalt egy rendőr. Az esetből az akkori hatalom az egyházak megfélemlítésére alkalmas gyilkossági ügyet, koncepciós pert kreált, az országos sajtóban egyházellenes propagandakampány indult. A pócspetri per a Rákosi Mátyás vezette magyar kommunista rezsim koncepciós pere volt, hogy megtörjék a Magyar Katolikus Egyház társadalmi befolyását. Rákosi már a történteket követő éjszaka azzal hívta fel Péter Gábort, az ÁVO vezetőjét, hogy Pócspetriben lázadás történt, és ezért azonnal oda kell utazni. Péter Gábor először Décsi Gyulát, az államvédelmi osztály nyomozóját küldte a faluba, azonban utasítást kapott Rákositól, hogy személyesen is utazzon oda, és vigye magával Kádár Jánost is, aki akkoriban a Magyar Kommunista Párt főtitkárhelyettese volt. A Pócspetrire utazó kommunista csapat harmadik tagja Vásárhelyi Miklós volt, aki azt a feladatot kapta, hogy Décsi Gyula és az ÁVO "összefoglalása" alapján cikket írjon a Szabad Népben.

## Előzmények
A kommunista hatalomátvétel után a totális hatalomra törő Rákosi-féle vezetés teljes gőzzel nekilátott az ország szovjet stílusú átalakításának. Harcot hirdettek az ideológiai ellenségnek minősített „klerikális reakció” ellen is. 1948. május 15-én Ortutay Gyula vallás- és közoktatásügyi miniszter bejelentette, hogy beterjesztik a nem állami iskolák és nevelő intézmények államosításáról szóló törvényjavaslatot. Magyarországon akkor az iskolarendszer többségében felekezeti intézményekből állt, s ezek fenntartói hevesen tiltakoztak a tervezett lépés ellen. A támadás éle a katolikus egyház ellen irányult, melynek vezetője, Mindszenty József bíboros a kommunisták legnagyobb ellenfelének számított.
1948. június 3-án Asztalos János plébános kérésére ezren is elmentek a szülői értekezletre, a szabolcsi falu fele ott tolakodott. Ezekben a napokban zajlott az egész országban az egyházi általános iskolák kötelező államosítása. A falu plébánosa mindent elkövetett, hogy megakadályozza az egyházi iskola államosítását, a szülőket kérte, hogy ne írjanak alá semmit. Az esti miséről a községháza elé vonultak az emberek, ahol aznap döntöttek a helyi katolikus iskola sorsáról. Ezen a spontán demonstráción történt a tragédia. A községháza védelmére kirendelt Takács Gábor rendőr őrvezető először a levegőbe lőtt, majd a tüntetők kivették a kezéből a puskát, és a következő lövés már a rendőrt érte. Az ÁBTL-ben több száz oldalnyi dokumentumot őriznek a korabeli állambiztonsági és nyomozati anyagokból, de a nyomozati akták így erősen koncepciózusak. Az eset körülményei ma sem tisztázottak, mert a községbe nem volt bevezetve a villany, s az eseményekre sötétben került sor, a legvalószínűbb, hogy baleset történt. A kommunisták azonban koncepciós kirakatpert kreáltak az ügyből. A községet megszállta az ÁVO, kijárási tilalmat rendeltek el, a kihallgatásokon szinte minden helybélit bántalmaztak, hárman közülük később bele is haltak a verésbe. A kommunista párt központi lapja, a Szabad Nép június 6-i számában Révai József azonnali és kíméletlen „statáriális eljárást” követelt a „fekete reakció” letörése érdekében, és Mindszenty Józsefet tette felelőssé a történtekért.

## A per
A történtek után egy héttel már tárgyalta is a Budapesti Büntető Törvényszéken Olti Vilmos bíró tanácsa Asztalos János plébános, Királyfalvi Miklós segédjegyző, Som István tanító, Kremper Ferenc napszámos és Vitéz Gábor földműves büntetőügyét. Az eljárás kivételes gyorsasággal folyt. Az eljárást Rajk László és Kádár János személyesen felügyelte, a rendőrök a tanúkat, a gyanúsítottakat és a tüntetésben résztvevőket brutálisan megverték. Az elkészült ítéletet Olti Vilmos utasítására a bíróság legfiatalabb tagja átvitte Rajk Lászlónak, aki a szöveget gondosan átolvasta és kijavította. Az ítélet indokolása a miniszteri gyámkodás dacára is hemzsegett az ellentmondásoktól: például a bíró bűnjelként egy német gyártmányú fegyvert mutatott be, a fegyverszakértő szóbeli szakvéleménye szerint azonban a gyilkos lövést egy magyar gyártmányú fegyverből adták le. 
A per súlyát az adta, hogy 
- egy egész falu a hatalom ellen mozdult meg,
- egy fegyveres testület tagja esett áldozatul, és
- az iskolák államosítását elrendelő törvényjavaslat volt napirenden a parlamentben.

A per felmutatta a kommunista koncepciós perek sajátosságait:
- a legfelsőbb vezetők irányították,
- politikai tőkét kívántak belőle kovácsolni,
- komoly propaganda kísérte,
- a tanúkkal és a gyanúsítottakkal erőszakosan bántak,
- nem törődtek a jogi követelményekkel.

A rögtön ítélő bíróság megállapította Asztalos Jánosnak, a falu plébánosának felelősségét az indulatok felkorbácsolásában, és a beismerő vallomást tett Királyfalvi (Kremper) Miklóst (a falu aljegyzőjét), mint gyilkost nevezte meg. Június 11-én a rögtönítélő bíróság kihirdette ítéletét: Asztalos Jánost szándékos emberölésre való felbujtás és Királyfalvi Miklóst szándékos emberölés bűntette miatt halálra ítélték. Mindketten kegyelmet kértek, ezért azon nyomban megtartották a kegyelmi tanácskozást. A plébános halálos ítéletét életfogytiglani fegyházra változtatták, míg Királyfalvit pár órával később felakasztották, testét a Rákoskeresztúri új köztemető 298-as parcellájában jeltelen sírba temették. Királyfalvi Miklóst kegyelemre nem terjesztették fel. Öccsét, Kremper Ferencet, aki azt vallotta – és 1982-ben Ember Judit filmjében is állította –, hogy ő vette ki a rendőr kezéből a puskát, 12 évre ítélték. Asztalos büntetését 1955-ben 15 évre mérsékelték, amiből nyolc és fél évet a hírhedt Andrássy út 60. szám alatt töltött. A tanítót is életfogytiglani szabadságvesztéssel sújtották, míg Kremper Ferencnek 12 évet, Vitéz Gábornak tíz évet kellett börtönben töltenie. Som István életfogytiglani fegyházbüntetést kapott. Kusnyér János harmadrendű vádlott perét áttették a nyíregyházi törvényszékhez, mint rendes bírósághoz, hét évet töltött börtönben. További 18 embert ítéltek változatos vádakkal szabadságvesztésre, meghurcolták az egész falut. (Mindszenty Józsefet 1949-ben, egy neki rendezett koncepciós per keretében életfogytiglani börtönbüntetésre ítélték.)

## Utóélete
Ember Judit 1982-ben dokumentumfilmet készített a helyszínen, ahol a per még élő elítéltjeit kérdezte. Bár a híres rendező – mint a werkfilmben elmondta – a per iratait (bár lehetősége lett volna) nem tanulmányozta, a megszólaló tanúk őszinte nyilatkozatából az eljárásra következtetni lehet.
Nyíri Sándor legfőbb ügyész-helyettes 1989. szeptember 3-án azt nyilatkozta: a törvénysértések csak perújítással orvosolhatók. A perújítás sem vezetne azonban teljes felmentéshez, mert mindhárom ügyben találhatók olyan bizonyított tényállások, amelyek az elbíráláskor bűncselekmények voltak.

### Első perújítás
A Fővárosi Bíróság 1990-es perújítási állásfoglalása szerint az eredeti szakértői véleményben hét pontban felsorolt „alapvető hiányosságok fedezhetők fel”. Másrészt az állásfoglalás egy jelentős körülményre világított rá: az eredeti szakvélemény a lőtávolságot negyven, az ítélet hetven centiméterben határozta meg. A bevont szakértő viszont a lőtávolságot legfeljebb néhány (egy-öt) centiméternyi távolságra becsülte, sőt nem tartotta kizártnak, hogy a fegyver csöve érinthette az 1948-ban megölt rendőr zubbonyát. Mindezek alapján az a következtetés vonható le, hogy a szándékos emberölés büntette törvénysértő módon, megalapozatlan tényállás alapján lett kimondva. A rendelkezésre álló adatok alapján csupán a vádlott, Királyfalvi Miklós közellátási tisztviselő azon vallomása bizonyított, hogy dulakodás közben véletlenül lőtte le Takács Gábor rendőrt, terhére tehát legfeljebb gondatlanság róható fel. A Fővárosi Bíróság a védői indítványnak megfelelően bűncselekmény hiányában felmentette Asztalos Jánost, Királyfalvi (Kremper) Miklóst, Kusnyér Jánost, Belicza Gyulát, néhai Konzili Pált és néhai Szmolinka Jánost. A bíróság hatályon kívül helyezte az 1948-ban kimondott ítéletet. Solt Istvánt és Vitéz Gábort nem mentette fel bűncselekmény híján, ugyanis a telefonvezeték elvágása akkor is a közüzemi szolgáltatás veszélyeztetésének minősült.
Az ítélet indoklása kimondta, hogy az 1978. évi V. törvénycikk, azaz a büntető törvénykönyv értelmében hivatali visszaélés vétségét valósította meg Rákosi Mátyás miniszterelnök-helyettes, Rajk László belügyminiszter, Tímár István igazságügy-miniszter és Tímár István, az ÁVO helyettes vezetője azzal, hogy tudatosan és előre kitervelten ártatlan emberek ellen indíttattak büntető eljárást azzal a céllal, hogy – a hatalom megszerzése érdekében – saját pártjuknak előnyt, a katolikus egyháznak és a vádlottnak jogtalan sérelmet okozzanak.

### Második perújítás
Dr. Helmeczy László (a megyei közgyűlés volt elnöke) védőügyvédként sokat tett, hogy valamennyi érintett rehabilitálva legyen. A 15 évet börtönben töltött Som Istvánt és az öt évet raboskodott Vitéz Gábort a második perújítás során, 1993-ban rehabilitálták.

### Napjainkban
Dr. Veres János pénzügyminiszter javaslatára a Magyar Köztársaság elnöke Som István részére a Magyar Köztársaság Lovagrendje kitüntetést adományozta, melyet a pénzügyminiszter adott át a 2008. június 8-án megrendezett szentmise keretében Máriapócson.
Asztalos János hét évet ült, főként Vácott, és 1956-ban, a forradalom idején szabadult. Ezt követően Rómában, majd 1973-tól a bajorországi Ganghofenben lett az ottani magyarok lelkiatyja, a menekültek segítője. Csak 1989-ben tért ismét vissza Feldebrőre, ahol 2004-ben halt meg.
1992. június 3-án Boross Péter belügyminiszter a pócspetri emlékünnepségen a kormány nevében is fejet hajtott a falu polgárai előtt.
2017. július 8-án Királyfalvi Miklós ünnepélyes újratemetési szertartását tartották meg a község temetőjében. A segédjegyző hamvait korábbi nyughelyéről, Rákoskeresztúrról kihantolták, Pócspetribe szállították, és örök nyugalomra helyezték. Az esemény alkalmából rendezett ünnepségen Semjén Zsolt miniszterelnök-helyettes köszöntését tolmácsolva Csallóközi Zoltán kabinetfőnök a 69 évvel ezelőtti történéseket felidézve arról beszélt: a rendszerváltozás után csaknem két évtizednek kellett eltelnie, hogy a háború utáni történelemtanítás elferdített szemléletén változtassanak, az elhallgatott fejezetekről pedig nyugodtan, tényszerűen lehessen beszélni.

## Érdekességek
- Pócspetri általános iskolája ma a kivégzett Királyfalvi Miklós nevét viseli.
- Pócspetriben ma Ember Judit nevét viseli a korábbi Felszabadulás utca. Asztalos Jánosról szintén utcát neveztek el a községben.
- A per után egy évvel két helyi fiatalember, Miterli György és Som Ferenc jelentkezett a faluból kispapnak, s a következő évtizedekben még hat papot nevelt az egyházközség. Név szerint: Mezei András, Mezei Márton, Kerékgyártó András, Tovai József, Veres András (püspök) és Tamás László.